# Moviment Nacional Socialista (Estats Units)
El National Socialist Movement (sigles: «NSM»; en català: Moviment Nacional Socialista), originalment Moviment Nacional Socialista dels Treballadors Americans per la Llibertat (National Socialist American Workers Freedom Movement), és una organització neonazi dels Estats Units.
Fundada a Detroit el 1974 per dos antics membres del Partit Nazi Americà (American Nazi Party), el National Socialist American Workers Freedom Movement va seguir sent marginal a l'interior de l'extrema dreta dels Estats Units fins a inicis de la dècada de 1990, per acabar convertint-se en l'organització neonazi més important del país durant els anys 2000. Oficialment, reivindica el nazisme, organitza diferents reunions i manifestacions i és actiu a Internet; així com alguns dels seus membres han estat implicats en actes de violència política i criminalitat clàssica.

## Història

### Escissió de l'American Nazi Party
Al març de 1959, George Lincoln Rockwell va transformar el National Comittee to Free America from Jewish Domination en l'American Nazi Party, el primer partit polític nord-americà que reivindicava obertament l'herència política del nazisme i d'Adolf Hitler després de la Segona Guerra Mundial, fins i tot utilitzant l'organització, els símbols i els uniformes del Nationalsozialistische Deutsche Arbeiterpartei El 1966, sota la influència d'una tendència liderada per Matt Koehl, el partit va passar a anomenar-se National Socialist White People's Party, per analogia amb la National Association for the Advancement of Colored People, important organització del moviment pels drets civils, al qual s'oposava.
El 25 d'agost de 1967, George Lincoln Rockwell, amb el sobrenom del «Hitler americà», va ser assassinat per John Patler, exmembre de l'American Nazi Party Després de la mort del seu líder històric, el National Socialist White People's Party, sota la direcció de Matthias Koehl, va perdre la seva audiència i es va dividir en moltes organitzacions petites.

### 1974-2004: una petita organització en la nebulosa neonazi nord-americana
Dos alts càrrecs de l'American Nazi Party, Robert Brannen i Cliff Herrington, van formar l'any 1974 el National Socialist American Workers Freedom Movement a Saint Paul, Minnesota. Durant els anys 1970, sota la direcció de Robert Brannen, el grup tenia una audiència molt reduïda. El 1983, Cliff Herrington es va fer càrrec de l'organització que es va estendre per primera vegada fora de Saint Paul durant els anys 1980; no obstant això, el National Socialist American Workers Freedom Movement va seguir essent molt poc conegut, en comparació amb d'altres organitzacions defensores del supremacisme blanc, fins al 1993.
El 1994, Cliff Herrington renúncia al càrrec de comandant de l'organització en favor del seu segon, Jeff Schoep, el qual tenia llavors 21 anys, esperant atreure als skinheads neonazis i demés neonazis més joves. El National Socialist American Workers Freedom Movement va canviar de nom per passar-se a anomenar National Socialist Movement I Jeff Schoep va tractar de reunir als membres del Ku Klux Klan i altres bandes de skinheads a l'interior d'un únic front que s'anomenaria United Patriot Front («Front patriòtic unificat»). Segons la Anti-Defamation League, el nou comando i el seu activisme a internet va permetre al NSM guanyar influència i, en efecte, va agrupar entre 100 i 200 membres a inicis dels anys 2000, repartits a diverses ciutats.

### 2019: l'activista negre James Hart Stern al capdavant de l'organització per desmantellar-la
A finals de febrer del 2019 l'activista negre James Hart Stern va aconseguir convèncer el líder de l'organització Jeff Schoep perquè li cedís la presidència. Segons el diari espanyol La Vanguardia, reproduint una informació de l'agència Associated Press, «l'objectiu de Stern era desmuntar l'organització que fins llavors presidia aprofitant la interposició d'una demanda contra ells per la seva presència en la marxa supremacista blanca de Charlottesville el 2017 i, en conseqüència, boicotejar la seva pròpia defensa davant el tribunal. Stern va comunicar al tribunal que el MNS es declarava culpable del que se l'acusés».